# Friederike Bethmann-Unzelmann

Friederike Unzelmann

Christiana Friederike Augustine Conradine Bethmann-Unzelmann, geb. Flittner (* 24. Januar 1760 in Gotha; † 16. August 1815 in Berlin) war eine deutsche Schauspielerin und Sängerin.

## Leben
Friederike Bethmann-Unzelmann war die Tochter des herzoglich-sächsischen Regierungsregistrators Jacques Flittner und dessen Ehefrau Carolina Sophia Augusta Hartmann. Bei ihrem Stiefvater, dem Schauspieler und Sänger Gustav Friedrich Großmann, bekam sie ihre Gesangsausbildung und konnte 1777 am Stadttheater in Mainz debütieren. Dort schloss sie sich auch dem Ensemble von Abel Seyler an, wechselte aber später zur Truppe ihres Stiefvaters. In ihren ersten Engagements sang sie fast ausschließlich in Opern, wobei sie als Interpretin Wolfgang Amadeus Mozarts erste große Erfolge hatte.
Mit 26 Jahren heiratete Friederike Flittner 1786 in Mainz den Schauspieler und Sänger Karl Wilhelm Ferdinand Unzelmann, mit dem sie gemeinsam bis 1788 in Mainz engagiert war. Mit ihm hatte sie drei Kinder, den Schauspieler Karl Wolfgang Unzelmann (1786–1843), die Tochter Louise Wilhelmine Elisabeth Henriette (getauft 25. Juni 1790 in Berlin; † 14. Mai 1852 ebendort), die später den Schauspieler Friedrich Josef Korntheuer ehelichte, und den Xylographen Friedrich Unzelmann (1797–1854).
1788 ging sie mit ihrem Ehemann nach Berlin und wurde wie er Mitglied des Ensembles am Hoftheater. Bis sie sich 1803 von ihrem Ehemann scheiden ließ, wirkte sie dort sehr erfolgreich. 1805 heiratete Friederike Unzelmann in zweiter Ehe den Schauspieler Heinrich Bethmann.
Durch ihre Erfolge in Berlin bekam Bethmann-Unzelmann viele Angebote, die sie in Folge dann auch annahm. Kleinere Tourneen führten sie an die Theater von Hamburg, Leipzig und Wien. Von Kritikern und dem Publikum begeistert aufgenommene Gastspiele gab sie an den Bühnen von Braunschweig, Frankfurt am Main, München und Prag. 1804 sang sie auf Wunsch von Friedrich Heinrich Himmel die Titelpartie in der Uraufführung seiner Oper Fanchon, das Leiermädchen. Weitere Glanzrollen waren die „Konstanze“ in Die Entführung aus dem Serail, „die Gräfin“ in Figaros Hochzeit und die „Fiordiligi“ in Così fan tutte von Wolfgang Amadeus Mozart. Aber auch in den Werken von Gotthold Ephraim Lessing und William Shakespeare konnte sie überzeugen.

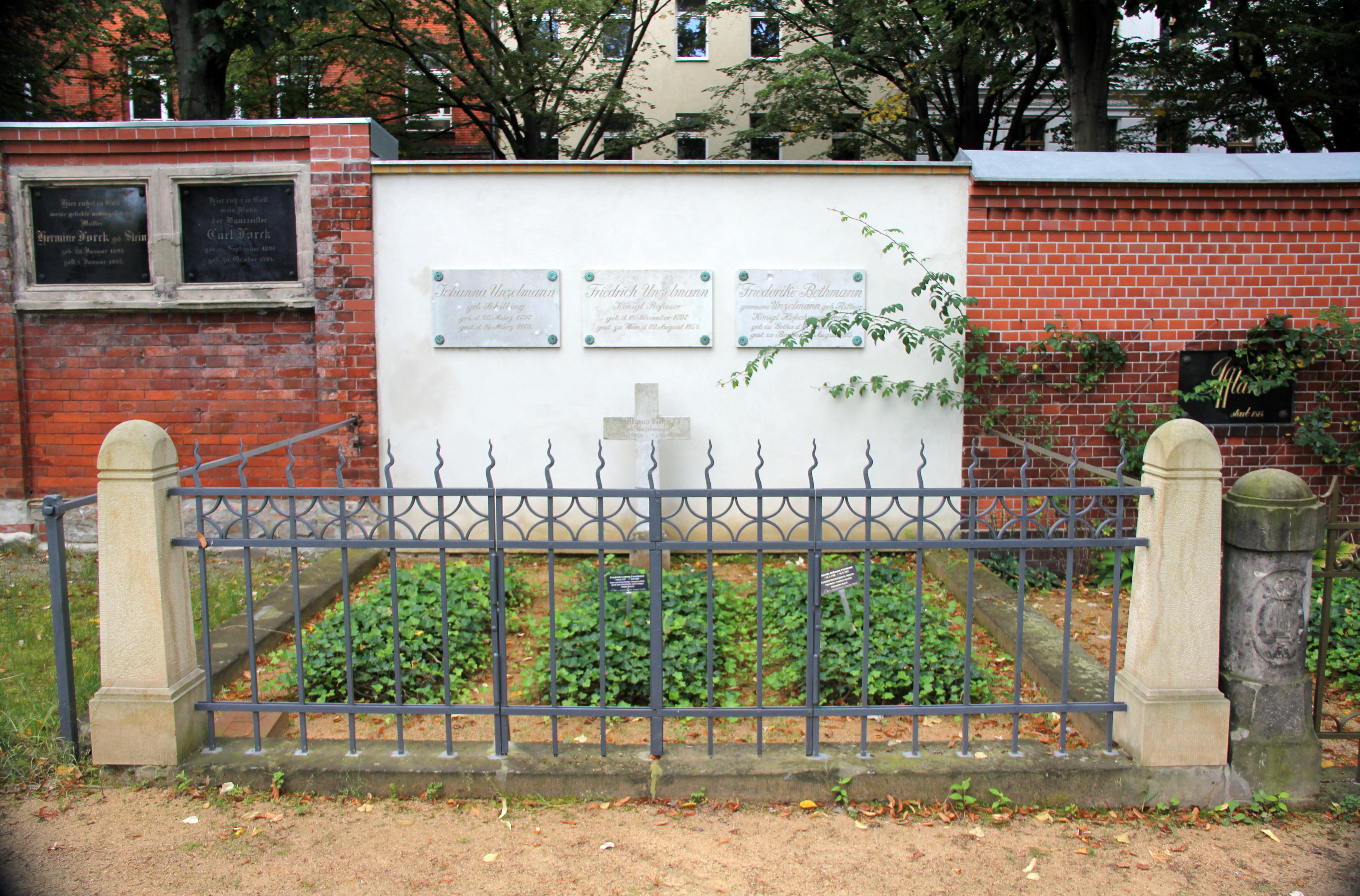
Das Familiengrab Unzelmann in Berlin-Kreuzberg

1810 erlebte Friederike Bethmann-Unzelmann einen Eklat im Berliner Theater: Bei einer Aufführung der Oper Sargines (Ferdinando Paër) wurde ihre Tochter auf der Bühne vom Publikum ausgepfiffen. Daraufhin stürmte Friederike Bethmann-Unzelmann die Bühne, nahm ihre Tochter aus Empörung darüber mit sich und schwor, nie wieder aufzutreten. Durch Vermittlung von August Wilhelm Iffland nahm sie ihre Entscheidung aber wieder zurück.
Im Alter von 55 Jahren starb Friederike Bethmann-Unzelmann plötzlich und unerwartet am 16. August 1815 in Berlin. Ihre letzte Ruhestätte ist das Familiengrab Unzelmann auf dem Friedhof II der Jerusalems- und Neuen Kirche in Berlin-Kreuzberg. Sie liegt dort neben ihrem Sohn Friedrich Unzelmann (1797–1854) und seiner Gattin Johanna geb. Schilling (1797–1873). An der verputzten Grabwand sind drei Marmortafeln mit den Namen der Toten angebracht. Davor steht ein gesockeltes Marmorkreuz. Die Anlage wird vorne durch ein Gitter begrenzt.

## Schüler (Auswahl)
- Louise von Holtei